# Янишево (Вурнарський район)
Яни́шево (рос. Янышево, чув. Енĕш) — село у складі Вурнарського району Чувашії, Росія. Входить до складу Ойкас-Кібецького сільського поселення.
Населення — 204 особи (2010; 259 у 2002).
Національний склад:
- чуваші — 100 %